# آناستازیا رومانوفنا
آناستازیا رومانوفا (به روسی: Анастасия Романовна) (۱۵۳۰ – ۷ اوت ۱۵۶۰) نخستین تزاریتسا تاریخ روسیه به عنوان اولین همسر ایوان مخوف، بنیان‌گذار روسیه تزاری بود. او همچنین مادر فیودور یکم، دومین و آخرین تزار روسیه از دودمان روریک بود. ازدواج ایوان با آناستازیا موجب ارتباط دو خاندان سلطنتی تاریخ روسیه یعنی دودمان روریک و دودمان رومانوف و سرآغاز تغییرات شگرف شد. برادر او نیکیتا رومانوویچ، نخستین کسی بود که به افتخار نام پدرش (که اولین پدر یک تزاریتسا بود) نام خانوادگی «رومانوف» را برگزید. نیکیتا پدربزرگ میخائیل رومانوف نخستین تزار روسیه از خاندان رومانوف بود که نیم قرن بعد بر تخت سلطنت نشست. نوادگان او تا سه قرن آینده بر روسیه حکم راندند.